# 26127 Otakasakajyo
26127 Otakasakajyo è un asteroide della fascia principale. Scoperto nel 1993, presenta un'orbita caratterizzata da un semiasse maggiore pari a 2,2919916 UA e da un'eccentricità di 0,0786311, inclinata di 7,77587° rispetto all'eclittica.